# Carolus IX (1650)
Carolus IX var ett svenskt linjeskepp om 56 kanoner, som förekommer i rullorna för år 1672. Hon deltog 1658 i slaget i Öresund under befäl av major Klas Uggla.